# جامعة سورينام أنتون دو كوم
جامعة أنتون دو كوم هي الجامعة الوحيدة في سورينام، تقع في العاصمة باراماريبو. سميت نسبتاً إلى أنتون دو كوم، وهو ناشط مناهض للاستعمار قتل على يد النازيين أثناء وجوده في المنفى في هولندا.